# 島牧村
島牧村（しままきむら）は、北海道後志総合振興局管内の南部に位置する村。1956年（昭和31年）9月30日に東島牧村と西島牧村の合併により誕生した村である。島牧郡に属する。

## 村名の由来
アイヌ語の地名「シマコマキ」に由来する。永田方正著『北海道蝦夷語地名解』によると、語源は「シュマコマキ」で「岩石の後背」の意であるという。

## 地理
大平山は自然環境保全地域に指定されている。
- 山: 狩場山、大平山、母衣月山、天狗岳、神威山
- 河川: 泊川、賀老川、千走川、大平川、折川、ホンベツ川
- 湖沼:歌島沼、大平沼、スナフジ沼、コシダノ沼、小田西沼、オコツナイ小沼、オコツナイ沼
- 滝: 賀老の滝、白糸の滝、白龍の滝、黄金の滝
- 鍾乳洞:神威鍾乳洞

### 隣接している自治体
- 後志総合振興局
  - 寿都郡 : 寿都町、黒松内町
- 檜山振興局
  - 久遠郡 : せたな町
  - 瀬棚郡 : 今金町
- 渡島総合振興局
  - 山越郡 : 長万部町

## 歴史
- 1631年(寛永8年) - 松前藩がシマコマキで金山を開発。
- 1640年(寛永17年) - 渡島駒ヶ岳噴火。
- 江戸後期 - 宮内温泉が発見される。
- 1872年(明治4年) - 永豊村に戸長役場設置。
- 1899年 - 東部を本目村と西部を永豊村に大平川を境に分割。
- 1906年(明治39年)4月1日 - 二つの村を東島牧村と西島牧村とし二級町村制を施行。
- 1956年（昭和31年）9月30日 - 両村を合併し島牧村を新設。
- 1970年（昭和45年）10月 - ゾウの花子がくる病に起因する諸症状の療養目的で、冬季閉鎖される二股温泉より宮内温泉に湯治で来村。島牧村では村をあげて花子を歓迎し、宮内温泉に浴槽付きの「花子のおやど」という小屋を建てて、1976年に静岡県清水市の三保文化ランドへ転出まで面倒を見た。宮内温泉の滞在期間中には、「ゾウの花子の会」の招きでパラグアイ大使一家、茨城県議会一行が訪れるなど、かなりの人気を誇っていた。関東地区花子後援会の会長は当時衆議院議員の三ツ林弥太郎。また、1972年には偶然、宮内温泉を訪れた笹川良一が花子を見て感嘆、日本顕彰会から信田が社会福祉貢献者として表彰されるなど一大ブームとなった。

## 行政
- 島牧村役場
- 後志森林管理局 永豊森林事務所・元町森林事務所
- 独立行政法人水産総合研究センターさけますセンター 尻別事業所

## 経済

### 財政
- 財政力指数 0.11（基準財政収入額/基準財政需要額）
- 歳入総額 2,191 百万円
- 歳出総額 2,178 百万円
  - 農・畜産業費 84 百万円
  - 林業費 16 百万円
  - 水産業費 110 百万円

### 産業
古くはニシン漁で栄え、現在はヒラメ・カレイ・ホッケなどの刺し網漁、サケ定置網漁、タコ、エビ漁等が盛んである。イカナゴ（地元名：コウナゴ又はコナゴ）は隣接する寿都町よりも漁獲量が多い、景観を生かした観光に力を入れている土地柄でもあり、村内には直売店や民宿を兼ねる漁家も多い。

### 農協・漁協
- 島牧漁業協同組合
- 島牧村農業協同組合（JA島牧村）経営不振を理由に2008年5月30日をもって解散

### 金融機関
- 北海道信用金庫寿都支店島牧出張所

### 郵便局
- 島牧郵便局（集配局）
- 本目郵便局
- 後志豊浜簡易郵便局
- 島牧元町簡易郵便局
- 原歌簡易郵便局
- 歌島簡易郵便局

### 宅配便
- ヤマト運輸：函館主管支店北海道寿都センター（寿都町）
- 佐川急便：八雲営業所（八雲町）
- 日本通運：小樽支店（小樽市）

## 公共機関

### 警察
- 寿都警察署[2]
  - 島牧警察官駐在所
  - 本目警察官駐在所

## 地域

### 人口
| |                                        |  |
| 島牧村と全国の年齢別人口分布（2005年） | 島牧村の年齢・男女別人口分布（2005年） |  |
| ■紫色 ― 島牧村 ■緑色 ― 日本全国 | ■青色 ― 男性 ■赤色 ― 女性              |  |
| 島牧村（に相当する地域）の人口の推移 \| 1970年（昭和45年） \| 3,827人 \| \| \| 1975年（昭和50年） \| 3,435人 \| \| \| 1980年（昭和55年） \| 3,138人 \| \| \| 1985年（昭和60年） \| 2,767人 \| \| \| 1990年（平成2年） \| 2,502人 \| \| \| 1995年（平成7年） \| 2,301人 \| \| \| 2000年（平成12年） \| 2,224人 \| \| \| 2005年（平成17年） \| 1,996人 \| \| \| 2010年（平成22年） \| 1,781人 \| \| \| 2015年（平成27年） \| 1,499人 \| \| \| 2020年（令和2年） \| 1,356人 \| \| |                                        |  |
| 総務省統計局 国勢調査より |                                        |  |
| 1970年（昭和45年） | 3,827人                                |  |
| 1975年（昭和50年） | 3,435人                                |  |
| 1980年（昭和55年） | 3,138人                                |  |
| 1985年（昭和60年） | 2,767人                                |  |
| 1990年（平成2年） | 2,502人                                |  |
| 1995年（平成7年） | 2,301人                                |  |
| 2000年（平成12年） | 2,224人                                |  |
| 2005年（平成17年） | 1,996人                                |  |
| 2010年（平成22年） | 1,781人                                |  |
| 2015年（平成27年） | 1,499人                                |  |
| 2020年（令和2年） | 1,356人                                |  |

### 消滅集落
2015年国勢調査によれば、以下の集落は調査時点で人口0人の消滅集落となっている。
- 島牧村 - 西地区国有林、東地区国有林

### 医療
- 島牧村総合福祉医療センター内島牧診療所（内科・歯科）

### 福祉
- 島牧村総合福祉医療センター内在宅介護支援センター
- 島牧村総合福祉医療センター内デイサービスセンター
- 島牧村保育所

### 教育
- 島牧小学校
- 島牧中学校

## 交通

### 鉄道
村内を鉄道路線は通っていない。鉄道を利用する場合の最寄り駅は、JR北海道函館本線黒松内駅。

### 路線バス
隣の寿都町（寿都ターミナル）との間を結ぶ1路線のみ。ニセコバスが運行するが、日曜・祝日は運休するため、島牧村が無料の代替バスを運行する（2017年12月1日より）。村へ公共交通で入る方法はこの路線以外にない。
- ニセコバス・島牧村
  - 寿都ターミナル - 歌島 - 栄磯 - 島牧役場 - 賀老通り - 原歌 - 栄浜

### 道路
- 一般国道
  - 国道229号
- 都道府県道
  - 北海道道523号美川黒松内線
  - 北海道道836号島牧美利河線
- 道の駅
  - よってけ!島牧

## 通信
NTT東日本が提供するフレッツ光やフレッツ・テレビなどのサービスを開始（2009年（平成21年）4月現在）但し設備の都合上NTT東日本によるひかり電話サービスは提供されていない。

### 固定電話
市外局番は0136だが、寿都MA地域のため、同じ0136である倶知安MA地域にかけるには市外局番からかける必要がある。
市内局番は以下の通りである。
- 富浦・歌島・本目・港・栄磯・豊浜は76、70
- 大平・永豊町・泊・豊平は75、79
- 江ノ島・千走・賀老・元町・原歌町・栄浜は74、78

### 携帯電話サービス状況
- NTT DoCoMo
- KDDI au
- SoftBank

## 名所・旧跡・観光スポット・祭事・催事

### 文化財
- 巌島神社「四季発句」掲額
- 厳島神社石灯籠
- 厳島神社狛犬
- 厳島神社恵比須像
- 厳島神社奉納太鼓 - 以上5件、村指定有形文化財、巌島神社
- 栄磯岩陰遺跡 - 村指定史跡
- チャランケチャシ跡

### 観光
- 狩場茂津多道立自然公園
- 賀老の滝（日本の滝百選）
- 江の島海岸（日本の渚百選）

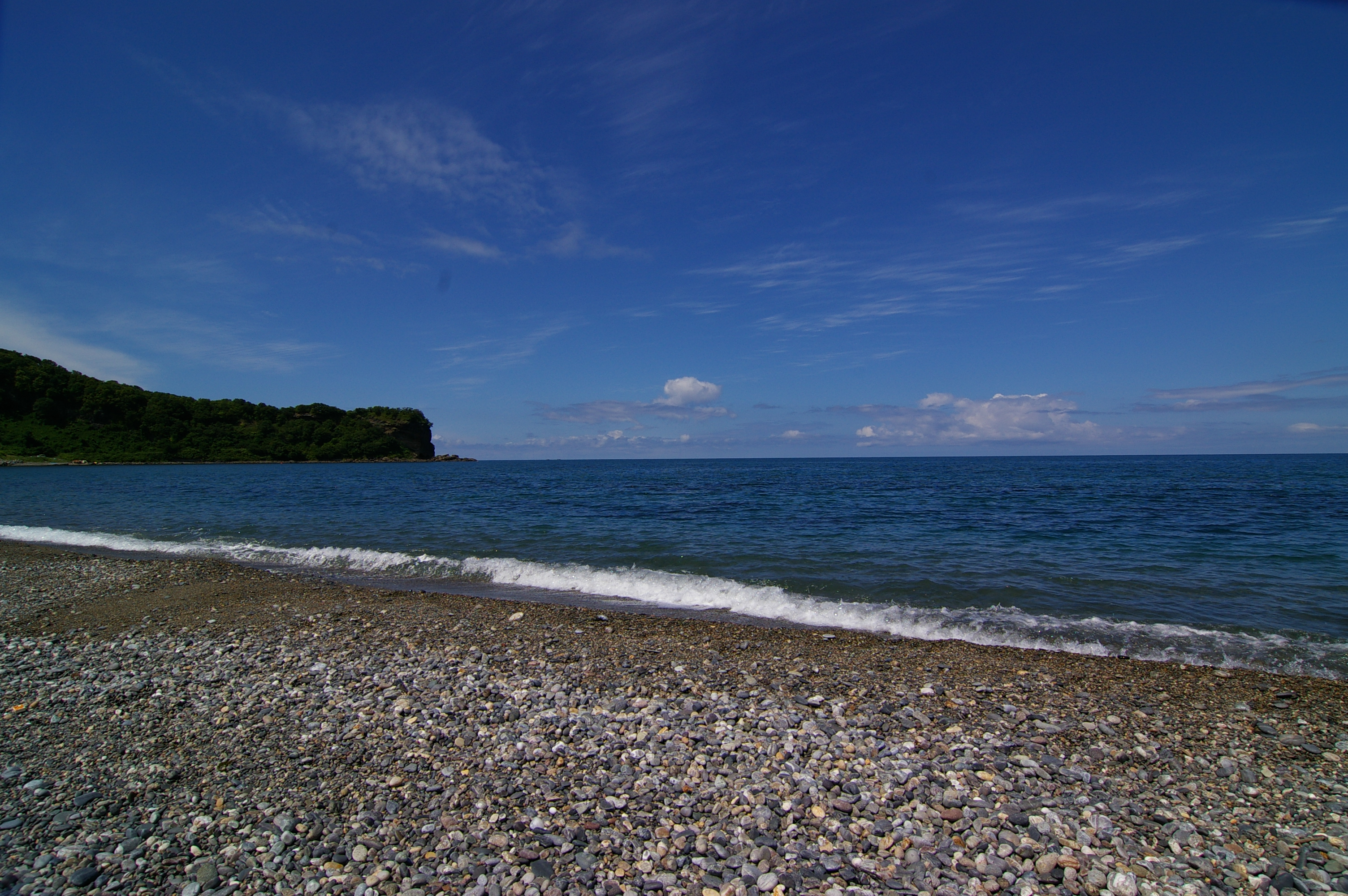
江の島海岸

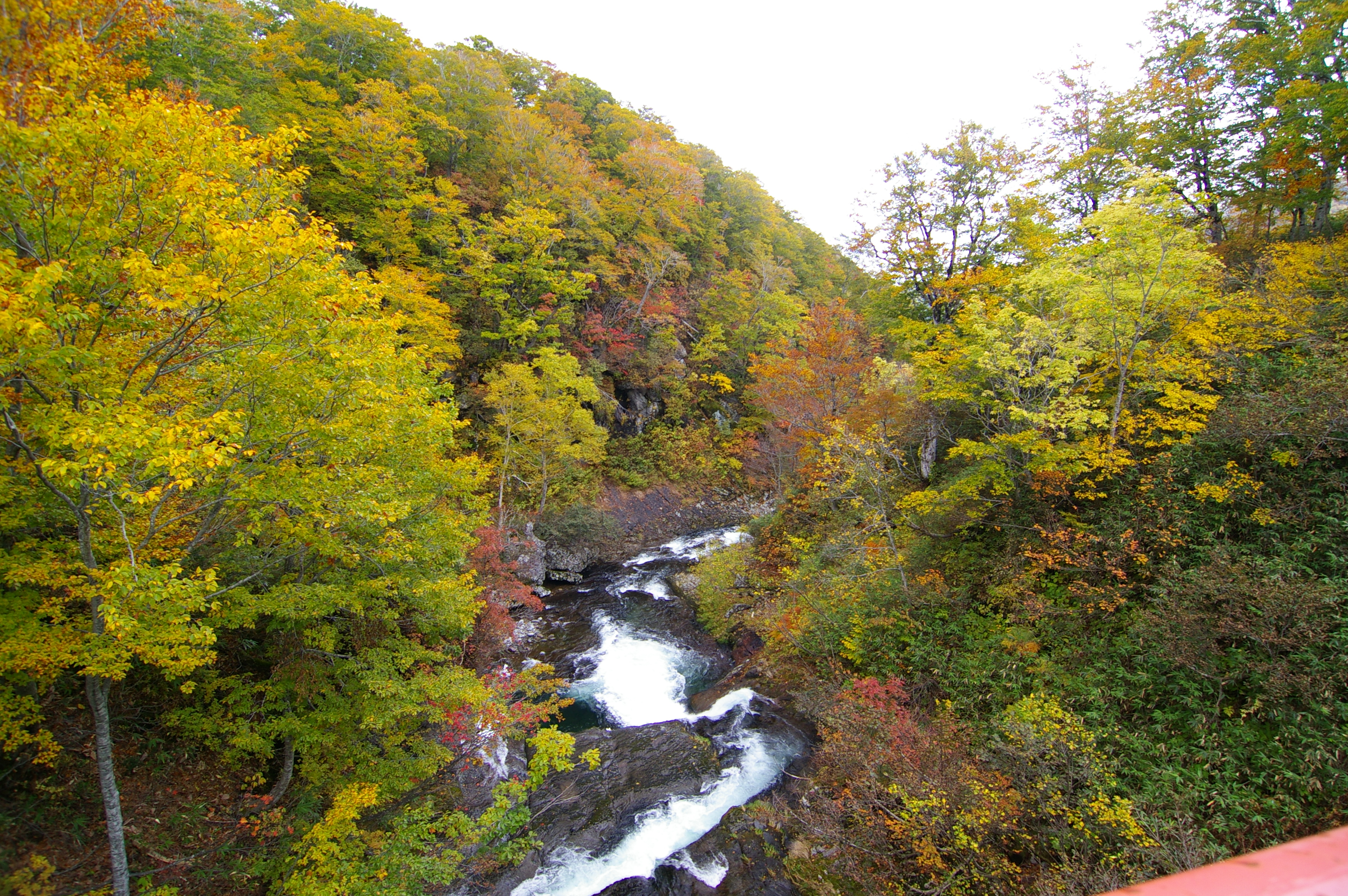
賀老高原

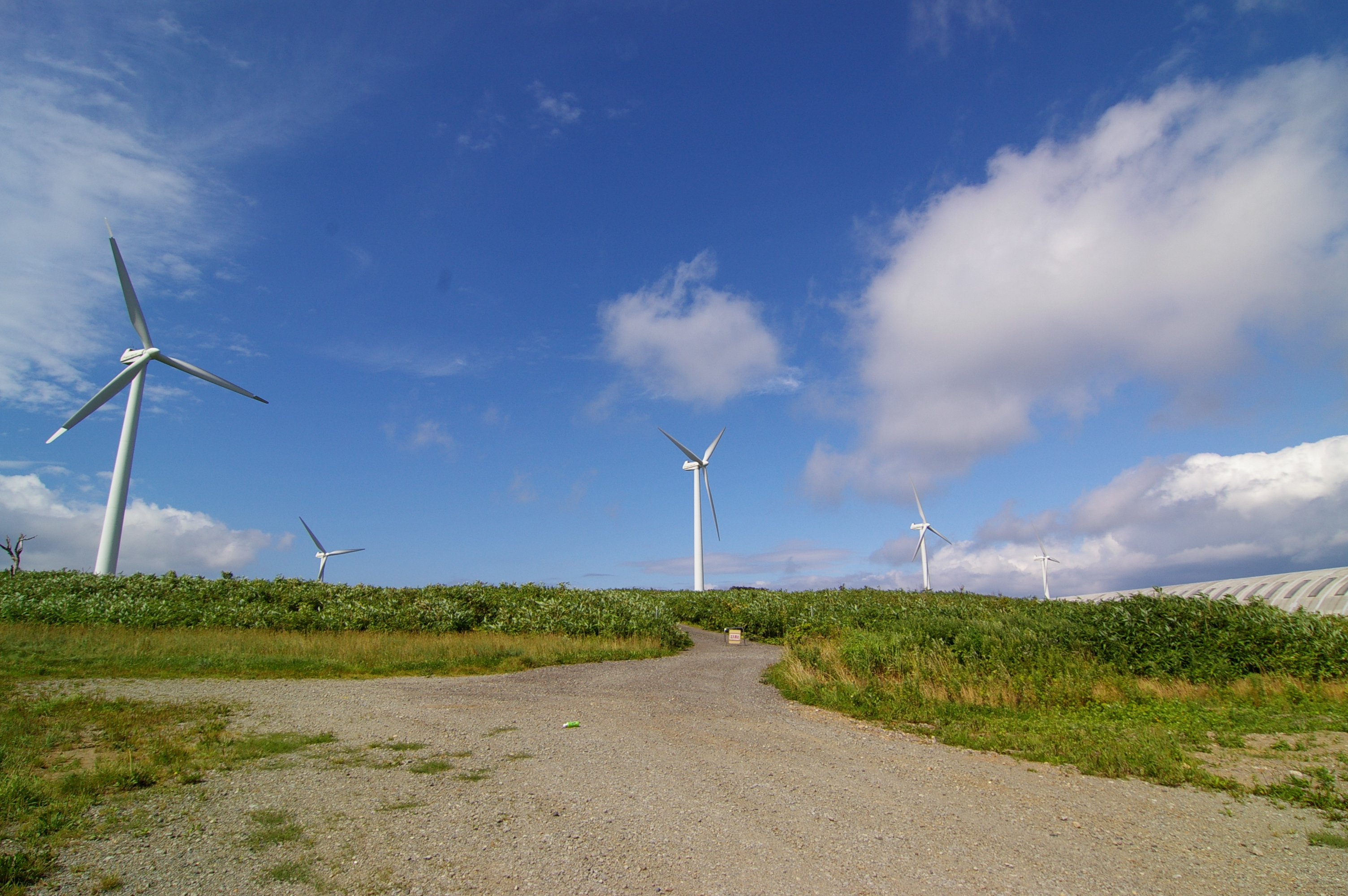
島牧ウインドファーム

- 賀老高原ブナ原生林（面積10,700ha 日本最大級）
- 歌島高原
- 島牧ウィンドファーム（風力発電所：総出力4500kW）
- 本目海岸（旧村営本目海水浴場）
- 大平海岸
- 本目岬灯台
- 茂津多岬・茂津多岬灯台（海抜290m 日本一）
- 国際あめますダービー in 島牧（2・3月）

## 温泉
- 宮内温泉
- 千走川温泉
- モッタ海岸温泉
- 漁火温泉（休館中）
- 高田温泉
- 泊川河鹿の湯
- 金花湯（小金井沢温泉）

## 出身有名人
- 阿部典英（彫刻家）
- 田頭博昭（室蘭工業大学学長）
- 高橋諭一（作曲家）
- 田中直樹（デザイナー）
- 中田雅史（歌手）
- 升田重蔵（寿都町長）